# مسجد پای برج
مسجد پای برج مربوط به دوره قاجار است و در شهرستان مهریز، بخش مرکزی، دهستان خورمیز، روستای سریزد واقع شده و این اثر در تاریخ ۱۴ اسفند ۱۳۸۵ با شمارهٔ ثبت ۱۷۸۹۰ به‌عنوان یکی از آثار ملی ایران به ثبت رسیده است.